# Sjöbo, Borås

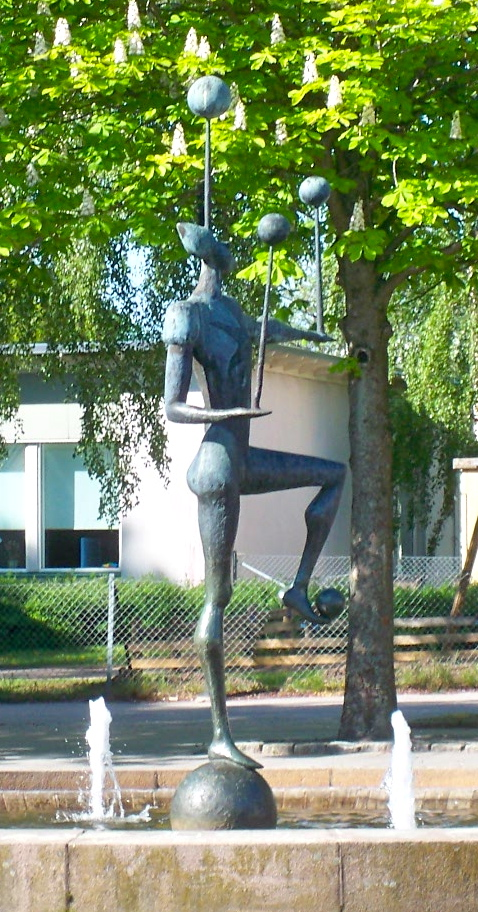
Knut Erik Lindberg: Jonglören (1959) centralt placerad på Sjöbo torg.

Sjöbo är en stadsdel i Borås som ligger norr om centrum och sträcker sig från Boråsparken i söder till stranden av Öresjö i norr. I väster är Viskan gräns mot stadsdelen Ryda. Stadsdelen Sjöbo har fått sitt namn efter Sjöbo gård. Sjöbo bebyggdes främst under perioden 1930-1960 då den framgångsrika textilindustrin fick Borås att expandera. Sjöbo består av ett stort egnahemsområde i söder, i norr villor upp mot Öresjö och däremellan 3–4-vånings flerfamiljshus. Mitt på Sjöbo ligger Sjöbo torg, ett stadsdelscentrum med tydligt bevarad 1950-talsarkitektur.
Från mitten av 1990-talet och fram till årsskiftet 2010/11 existerade även en kommundel med namnet Sjöbo. Den bestod av de norra stadsdelarna i Borås.
Rya åsar är ett rekreationsområde. Friluftsbad finns vid Almenäs och andra badplatser vid Öresjö. Från dessa bad ser man insjöns enda ö, Amerikaön.
På Sjöbo hittar man dessutom idrottsplatsen Sjöbovallen, som är träningsanläggning och hemmaplan för Borås GIF.

## Skolor

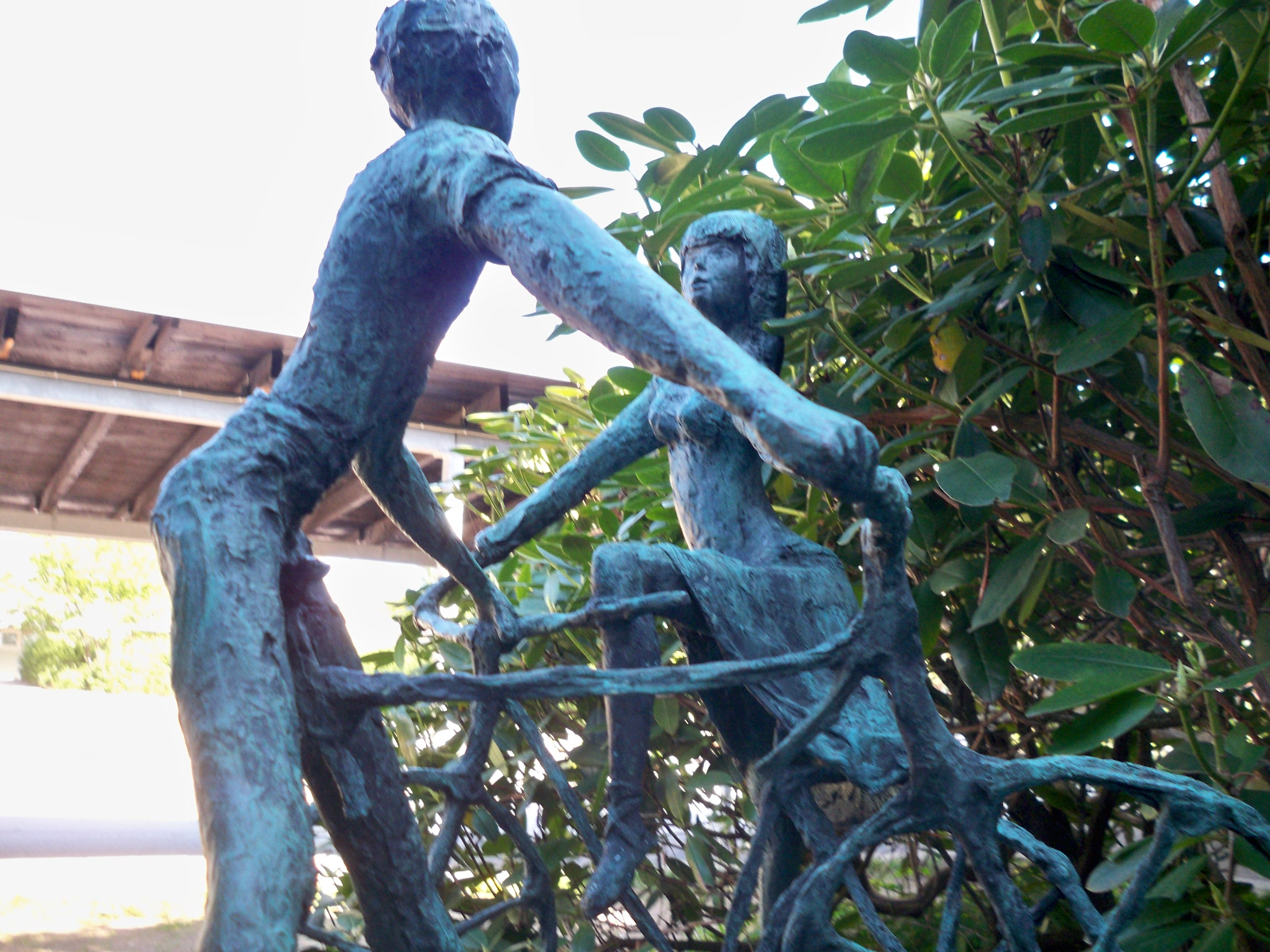
Erik Höglund: Cyklisterna (1959), en bronsskulptur vid Sjöboskolan.

- Sjöboskolan
- Erikslundskolan